# Tyrannochthonius assimilis
Tyrannochthonius assimilis és una espècie d'aràcnid de l'ordre Pseudoscorpionida de la família Chthoniidae.

## Distribució geogràfica
Es troba de forma endèmica a Corea del Sud.

## Publicació original
- Hong & Kim, 1993 : A check list and key to the order Pseudoscorpiones of Korea with description of one new species from the genus Tyrannochthonius. Korean Journal of Entomology, vol. 23, p. 1-4.